# SDC San Antonio
Sociedad Deportiva Cultural San Antonio er en håndboldklub, der til daglig spiller i den spanske håndboldliga, Liga ASOBAL. Klubbens hjemmebane er Pabellón Universitario de Navarra i Pamplona.

## Meritter
- Liga ASOBAL
  - Vindere: 2001-02, 2004-05
  - Sølvvindere: 1997-98, 1999-00
- Copa del Rey
  - Vindere: 1998-99, 2000-01
  - Tabende finalist: 1997-98
- Supercopa ASOBAL
  - Vindere: 2001-02, 2002-03, 2004-05
  - Tabende finalist: 1999-00
- Cup-Winners Cup
  - Vindere: 1999-00, 2003-04
- EHF Champions League
  - Vindere: 2000-01
  - Tabende finalist: 2002-03, 2005-06
- European Supercup
  - Vindere: 2000-01
  - Sølvvindere: 2001-02

## Halinformation
- Navn: – Pabellón Universitario de Navarra
- By: – Pamplona
- Kapacitet: – 3,000 tilskuere
- Adresse: – Campus Arrosadía, s/n.